# Allantodia okudairai
Allantodia okudairai là một loài thực vật có mạch trong họ Woodsiaceae. Loài này được (Makino) Ching miêu tả khoa học đầu tiên năm 1964.